# Ovidoencyrtus pallidipes
Ovidoencyrtus pallidipes är en stekelart som beskrevs av Girault 1924. Ovidoencyrtus pallidipes ingår i släktet Ovidoencyrtus och familjen sköldlussteklar. Inga underarter finns listade i Catalogue of Life.